# Паласио, Ана
А́на Исабе́ль де Пала́сио дель Ва́лье-Лерсу́нди (исп. Ana Isabel de Palacio del Valle-Lersundi; род. 22 июля 1948, Мадрид) — испанский политик, член Народной партии Испании. Министр иностранных дел Испании в правительстве Хосе Марии Аснара с 9 июля 2002 по 16 апреля 2004 года, первая женщина на этом посту. Сестра умершей от рака Лойолы Паласио, заместителя председателя Европейской комиссии и комиссара Европейского союза по вопросам энергетики и транспорта.
Родом из аристократической семьи, Ана де Паласио получила образование в юриспруденции, политических науках и социологии. Долгое время работала адвокатом. В 1981 году получила звание профессора на факультете политических наук Мадридского университета Комплутенсе. В 1994 году была избрана в Европейский парламент от Народной партии Испании. В Европарламенте Паласио возглавляла комитет и представляла Испанию в Президиуме Конвента. В 2006—2008 годах занимала пост вице-президента Всемирного банка, затем получила должность вице-президента в компании Areva.